# Hervé Faye
Hervé Faye (n. 1 octombrie 1814, Saint-Benoît-du-Sault, Centre-Val de Loire, Franța – d. 4 iulie 1902, Paris, Franța) a fost un astronom francez. A studiat comete și a descoperit o cometă periodică, 4P/Faye (cometa Faye), pe 22 noiembrie 1843. Pentru această descoperire, a primit Premiul Lalande în 1844 și a devenit membru al Academiei Franceze de Științe.
Faye a fost președinte al Société Astronomique de France (SAF), societatea astronomică din Franța, în perioada 1889-1891. De asemenea, a fost președinte al Asociației Internaționale de Geodezie în perioada 1892-1902.